# Manoir de Kéroué
Le manoir de Kéroué (ou Kerroué) est situé sur la commune de Loguivy-Plougras, dans le département des Côtes-d'Armor.

## Historique
Le manoir ou château de Kerroué date du XVIe siècle). Son nom Kêr Roué signifie en breton "Résidence du dénommé Le Roi". La bâtisse centrale remonte au XVIe siècle (vers 1580) et le manoir placé en équerre date du XVIIe siècle. Le château primitif avait été édifié au XVe siècle par le seigneur de Kerroué, Alain du Dresnay (issu d'une branche cadette de la famille du Dresnay). En 1594, Pierre du Dresnay, seigneur du lieu, ligueur, prit part à la défense du château de Morlaix contre les troupes royales du maréchal d'Aumont et fut tué ; son fils Pierre du Dresnay prêta serment de fidélité à Henri IV et obtint la main-levée des biens paternels, saisis pour cause de rébellion. C'est le fils de ce dernier, François du Dresnay, époux de Marie de Penmarch, qui fit construire le château tel qu'il existe encore.
Le château devint ensuite la propriété successive des familles Le Lagadec de Mézedern (son dernier descendant masculin, décédé en 1837 à Morlaix, repose dans la chapelle du chateau (après son décès, le château est resté longtemps inhabité) ; Roquefeuil et Porée du Breil. Propriété de la famille La Morinière depuis 1990, l'édifice est en cours de réhabilitation. Durant la Révolution  française, Kerroué a servi de refuge occasionnel au chef chouan Poens et au prêtre insermenté de Plougras, Philippe-Ange Ellès.
Vers 1900, le château est dans un état de délabrement prononcé, confinant presque à sa ruine complète.

## Description
Pierre Guéguen l'a décrit en 1923 dans Marée de printemps : 

« Pour arriver à Ker Roué, il fallait quiiter le val où gîtaient les maisons du bourg et s'essouffler sur une route pierreuse. (...) Enfin on parvenait aux bois qui entouraient le château. (...) Au centre, en une clairière, s'élevait la demeure. Ô château de mon enfance, manoir d'ouest près des grands arbres ! Tes croisées sans fenêtres béaient à la cour seigneuriale, où descendait son escalier monumental. Devant toi, à perte de vue, une allée de châtaigniers se prolongeait jusqu'aux landes de Guerlesquin et aux tourbières de Plougras. »

Louis Le Guennec a décrit en détail le manoir de Kéroué dans un article publié en 1930. Il écrit notamment : « Je n'ai visité Kerroué qu'une seule fois, il y a plus de trente ans, et je n'ai pas oublié l'impression que me fit ce château abandonné, assailli par le lierre, si mélancolique malgré le soleil de septembre qui dorait d'une pâle caresse sa monumentale façade en granit jaune. Bâti dans le beau style de la Renaissance, s'il avait été achevé, c'eût été sans contredit l'une des plus imposantes demeures de Basse-Bretagne. Tel qu'il est, avec ses deux pavillons, dont celui de gauche, où s'ouvre une porte richement ouvrée et trois étages de fenêtres ornementées, devait former le corps central dans le plan primitif, avec sa tourelle d'escalier, son échauguette, son machicoulis dentelant le pignon sud (...) ».
Le monument fait l'objet d’un classement au titre des monuments historiques depuis le 27 septembre 1993,.

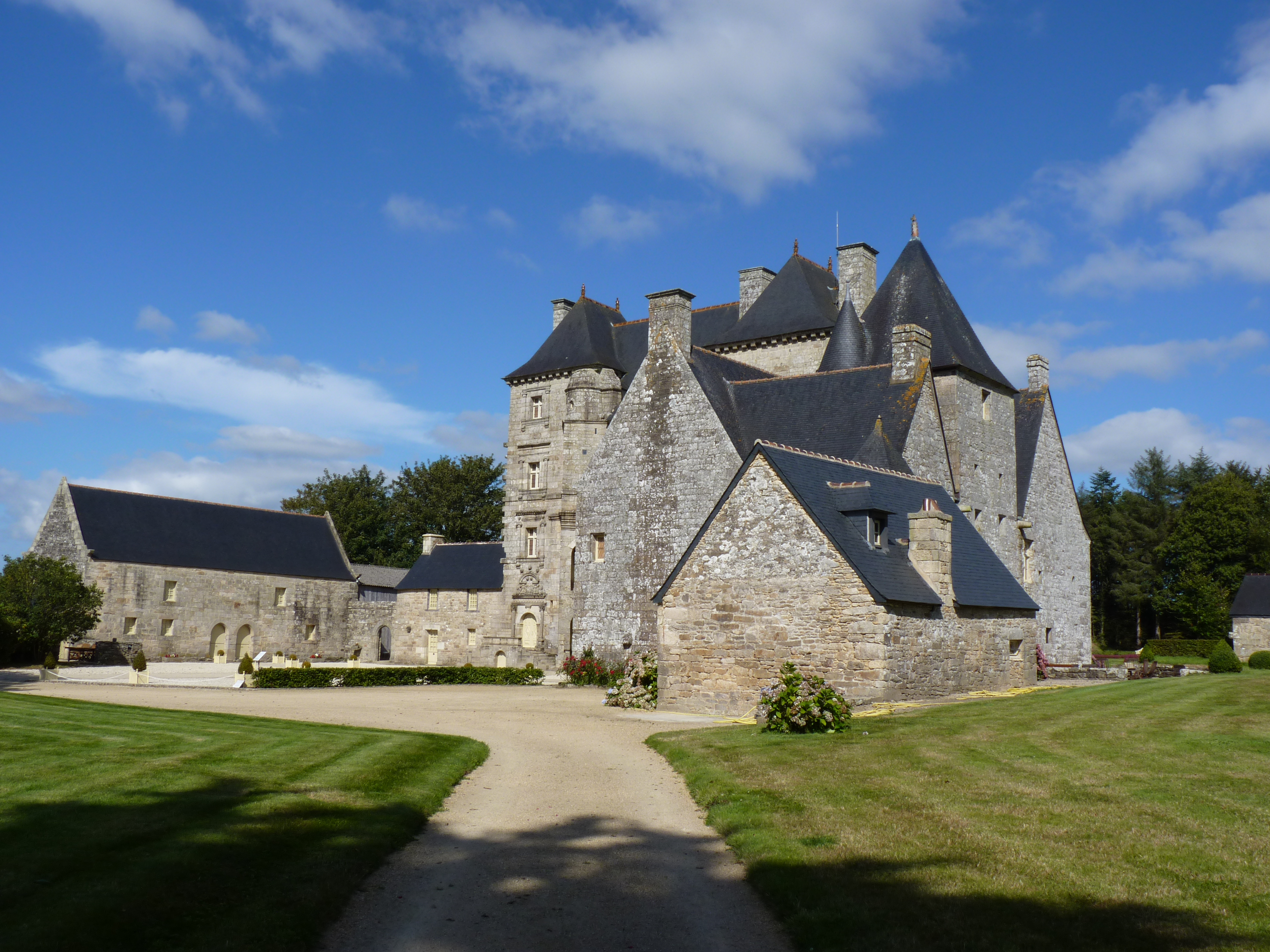
Vue du château et des communs depuis la chapelle domestique.
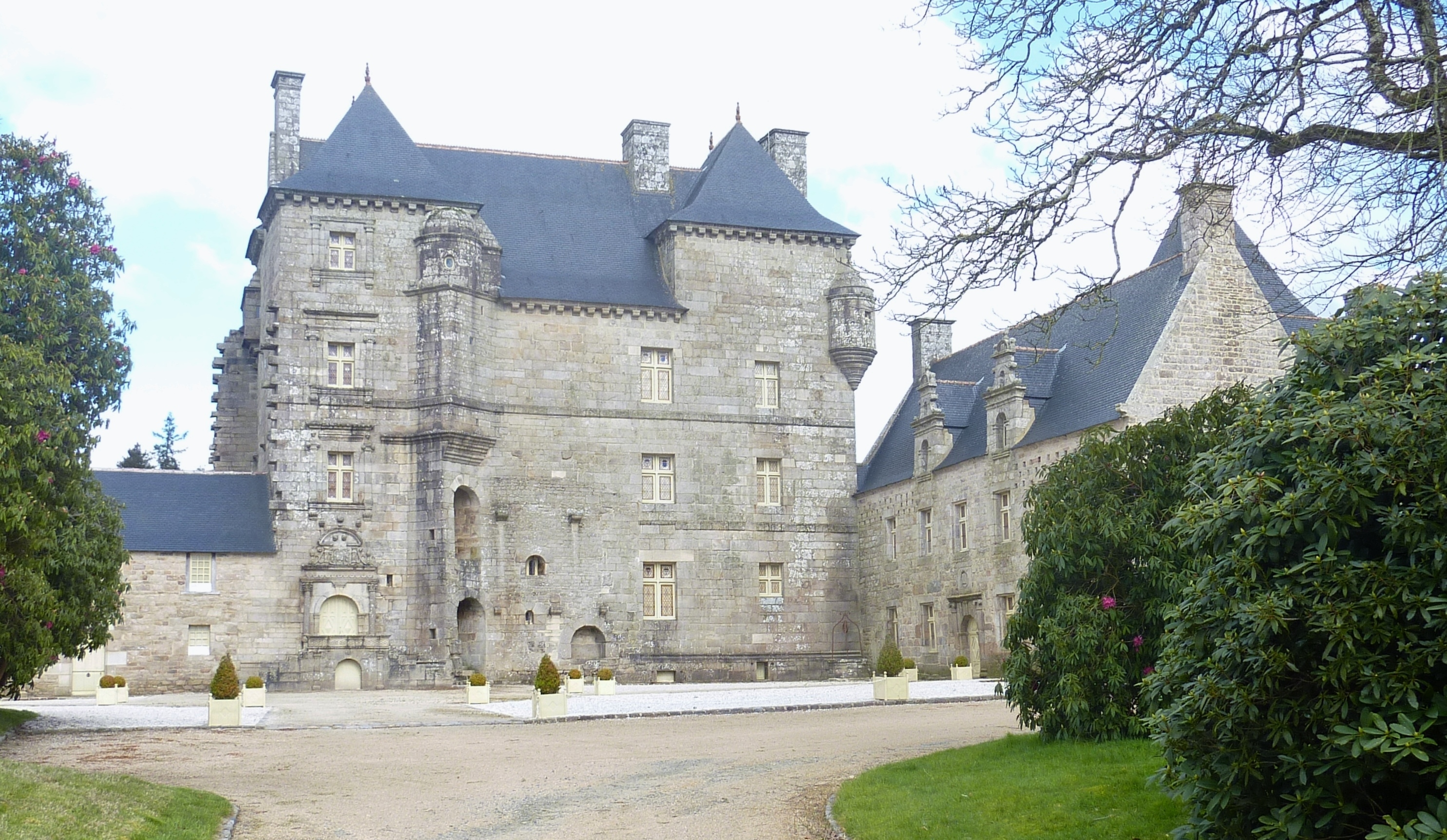
Le château de Keroué (Kerroué) vu depuis l'entrée de la cour d'honneur.

## Légende
Louis Le Guennec raconte aussi la légende, recueillie initialement par François-Marie Luzel, d'un voleur de chevaux, nommé Bilz (F. M. Luzel. Veillées bretonnes , Morlaix, 1879, p. 227), qui aurait berné le marquis de Kerroué, qui voulait en représailles le noyer dans l'étang du moulin, mais qui parvint à épouser l'héritière du château.